# Instituto Nacional de la Propiedad Industrial
El Instituto Nacional de Propiedad Industrial es un ente autárquico en el ámbito del Ministerio de Economía y es la autoridad de aplicación de las leyes de protección de los derechos de propiedad industrial. Su misión es administrar y proteger los derechos de propiedad intelectual mediante un marco legal adecuado a las necesidades de innovación del emprendedor del siglo XXI. Además busca asesorar y acompañar al innovador a fin de plasmar la transformación de sus innovaciones y desarrollos en negocios que generen un empleo y valor en la economía argentina.

## Objetivos y Funciones
Principales objetivos del INPI:
- Registrar Marcas, Modelos y/o Diseños Industriales, y Contratos de Transferencia de Tecnología.
- Administrar y resolver todo lo atinente a la solicitud, concesión, explotación y transferencia de Patentes de Invención y Modelos de Utilidad.
- Promover iniciativas y desarrollar actividades conducentes al mejor conocimiento y protección de la Propiedad Industrial, en el orden nacional.
- Brindar información al público en general acerca de los antecedentes de Propiedad Industrial, a nivel nacional e internacional, y de las solicitudes de Patentes, Marcas y sus respectivas concesiones y transferencias.
- Participar en los Foros Internacionales vinculados a la Propiedad Industrial, con especial decisión de defender los intereses nacionales (Tratados y Convenios de Cooperación con Entidades y Países)